# Romano Carapecchia
Romano Carapecchia (Roma, 1666 – La Valletta, 1738) è stato un architetto italiano attivo principalmente a Roma, sull'isola di Malta e in Sicilia.
Carapecchia nacque a Roma nel 1666 e studiò all'Accademia di San Luca dove vinse il primo premio per la progettazione di un palazzo di seconda classe nel 1681.
Tra il 1681 e il 1691 lavorò anche nello studio di Carlo Fontana e nel 1689 scrisse un trattato di scenografia teatrale dal titolo Pratica delle Machine de' Teatri.
La sua carriera di architetto iniziò a Roma, dove progettò diversi edifici, schemi urbani e fontane, oltre ad aver realizzato un catafalco per papa Alessandro VIII in collaborazione con Mattia de Rossi.
Il 27 novembre 1706 papa Clemente XI inviò un breve pontificio al Gran Maestro Ramón Perellós in cui lodava l'opera di Carapecchia, che nel 1707 lasciò Roma per trasferirsi a La Valletta, capitale della Malta Ospitaliera governata da Perellós. Ottenuto il favore del Gran Maestro e dei suoi successori, in particolare António Manoel de Vilhena, trascorse il resto della sua vita e della carriera a Malta, dove svolse un ruolo importante nel trasformare La Valletta in una città barocca. Nel 1708 e nel 1723 Carapecchia fece diversi studi sull'approvvigionamento idrico delle città intorno al Porto Grande. Carapecchia ha anche disegnato mobili in alcuni dei suoi progetti, come gli armadi all'interno della sacrestia della chiesa di San Paolo a La Valletta.
Mentre viveva a Malta, è stato anche coinvolto in alcuni progetti nella vicina Sicilia.
Carapecchia morì a La Valletta nel 1738.